# Bieberit
Bieberit, unter anderem auch als Kobaltvitriol, Roter Vitriol und Rhodhalose bekannt, ist ein selten vorkommendes Mineral aus der Mineralklasse der „Sulfate (und Verwandte, siehe Klassifikation)“ mit der chemischen Zusammensetzung Co[SO4]·7H2O und damit chemisch gesehen ein wasserhaltiges Cobalt(II)-sulfat, genauer dessen Heptahydrat.
Bieberit kristallisiert im monoklinen Kristallsystem, entwickelt jedoch nur winzige Kristalle und findet sich meist in Form von Stalaktiten oder krustiger Überzüge auf anderen Mineralen. Das im Allgemeinen durchscheinende Mineral ist von rosaroter bis fleischroter Farbe, hinterlässt aber auf der Strichtafel einen weißen Strich. Im Durchlicht erscheint es eher hellrosarot bis nahezu farblos. Die Oberflächen der Kristalle weisen einen glasähnlichen Glanz auf.

## Etymologie und Geschichte
Die erste gesicherte Entdeckung für natürlich entstandenen Kobaltvitriol wurde 1807 für das Bergbaugebiet um Bieber im hessischen Main-Kinzig-Kreis dokumentiert.
Eine zuvor nahe der ehemals zu Ungarn gehörenden Stadt Špania Dolina (deutsch: Herrengrund) bekannt gewordene Entdeckung von Kobaltvitriol wurde von mehreren Mineralogen wie Kirwan, Widenmann, Brochant und Haüy bezweifelt, weil schwefelsaurer Kobalt von allen schwefelsauren metallischen Salzen das bei weitem seltenste war und sich daher aufgrund der geringen Anzahl und Größe der Proben nur schwer analysieren ließ. Demzufolge ergaben sich zum Teil auch widersprüchliche Resultate bei den Analyseversuchen.

Die Erstbeschreibung erfolgte 1807 und etwas detaillierter 1808 durch Johann Heinrich Kopp, der das Mineral in Anlehnung an dessen chemische Zusammensetzung als Kobaltvitriol bezeichnete, wobei Vitriol ein Trivialname für alle kristallwasserhaltigen Sulfate von zweiwertigen Metallen ist. Kopp berichtet, dass die äußeren Kennzeichen allerdings bereits 1800 anhand der Proben aus Herrengrund durch Dietrich Ludwig Gustav Karsten in seinen Mineralogischen Tabellen wie folgt zusammengefasst wurden:

„Es hat eine rosenrothe Farbe; tropfsteinartige Gestalt; gekörnte Oberfläche; ist außen wenig glänzend; innen glänzend oder starkglänzend, von Glasglanz; im Bruche (nach einer Richtung) gerade-blättrig; halbdurchsichtig; gibt einen weissen Strich; ist weich; ungemein milde; leicht und hat einen nicht sehr auffallenden styptischen Geschmack. [Anmerkung: styptisch steht veraltet für adstringierend von griechisch styptikos oder styphein]“

Ergänzend gibt Kopp 1808 nach umfangreichen Analysen die Zusammensetzung mit 28,71 % Kobaltoxyd (CoO), 19,74 % Schwefelsäure sowie 41,55 % Wasser (H2O), die der aktuell definierten Zusammensetzung (26,66 % CoO; 28,48 % SO3; 44,86 % H2O) bereits recht nah kommt. Die äußere Beschreibung des Minerals ergänzt er wie folgt: 

„Die Gestalt [ist] zackig, tropfsteinartig und ästig; auf der Oberfläche erscheint er dann rauh und der Länge nach gefurcht; auch kommt er als krustenförmiger oder dünner Ueberzug und angeflogen, so wie schaum- und hefenartig vor [...]“

Seinen bis heute gültigen Namen nach seiner Typlokalität erhielt das Mineral 1845 durch Wilhelm von Haidinger.
Da der Bieberit bereits lange vor der Gründung der International Mineralogical Association (IMA) bekannt und als eigenständige Mineralart anerkannt war, wurde dies von ihrer Commission on New Minerals, Nomenclature and Classification (CNMNC) übernommen und bezeichnet den Bieberit als sogenanntes „grandfathered“ (G) Mineral. Die ebenfalls von der IMA/CNMNC anerkannte Kurzbezeichnung (auch Mineral-Symbol) lautet „Bie“.
Ein Aufbewahrungsort für das Typmaterial des Minerals ist nicht dokumentiert.

## Klassifikation
In der veralteten 8. Auflage der Mineralsystematik nach Strunz gehörte der Bieberit zur Mineralklasse der „Sulfate, Chromate, Molybdate, Wolframate (einschließlich Selenate und Tellurate)“ und dort zur Abteilung „Wasserhaltige Sulfate, ohne fremde Anionen“, wo er zusammen mit Boothit, Mallardit, Melanterit und Zinkmelanterit (auch Sommairit) die „Melanterit-Reihe“ mit der System-Nr. VI/C.03c bildete.
Im zuletzt 2018 überarbeiteten und aktualisierten Lapis-Mineralienverzeichnis nach Stefan Weiß, das sich aus Rücksicht auf private Sammler und institutionelle Sammlungen noch nach dieser alten Form der Systematik von Karl Hugo Strunz richtet, erhielt das Mineral die System- und Mineral-Nr. VI/C.06-30. In der „Lapis-Systematik“ entspricht dies ebenfalls der Abteilung „Wasserhaltige Sulfate, ohne fremde Anionen“, wo Bieberit zusammen mit Alpersit, Bieberit, Boothit, Mallardit, Melanterit und Zinkmelanterit die „Melanteritgruppe“ mit der System-Nr. VI/C.06 bildet.
Auch die von der International Mineralogical Association (IMA) zuletzt 2009 aktualisierte 9. Auflage der Strunz’schen Mineralsystematik ordnet den Bieberit in die Abteilung der „Sulfate (Selenate usw.) ohne zusätzliche Anionen, mit H2O“ ein. Diese ist allerdings weiter unterteilt nach der relativen Größe der beteiligten Kationen, so dass das Mineral entsprechend seiner Zusammensetzung in der Unterabteilung „Mit ausschließlich mittelgroßen Kationen“ zu finden ist, wo es ebenfalls zusammen mit Alpersit, Boothit, Mallardit, Melanterit und Zinkmelanterit die „Melanteritgruppe“ mit der System-Nr. 7.CB.35 bildet.
Die vorwiegend im englischen Sprachraum gebräuchliche Systematik der Minerale nach Dana ordnet den Bieberit in die Klasse der „Sulfate, Chromate und Molybdate“ und dort in die Abteilung der „Wasserhaltige Säuren und Sulfate“ ein. Hier ist er ebenfalls in der „Melanteritgruppe (Heptahydrate, monoklin: P21/c)“ mit der System-Nr. 29.06.10 innerhalb der Unterabteilung „Wasserhaltige Säuren und Sulfate mit AXO4 × x(H2O)“ zu finden.

## Chemismus
Die theoretische Zusammensetzung von Bieberit Co[SO4]·7H2O besteht zu 20,96 % aus Cobalt (Co), 11,41 % Schwefel (S), 62,61 % Sauerstoff (O) und 5,02 % Wasserstoff (H). In natürlichem Bieberit kann allerdings ein Teil des Cobalts durch Magnesium (Mg) bis zu einem Verhältnis von Co : Mg = 2,8 : 1 ersetzt sein.

## Kristallstruktur
Bieberit kristallisiert monoklin in der Raumgruppe P21/c (Raumgruppen-Nr. 14) mit den Gitterparametern a = 14,04 Å; b = 6,50 Å; c = 10,92 Å und β = 105,3° sowie 4 Formeleinheiten pro Elementarzelle.

## Eigenschaften
Bieberit löst sich in Wasser vollkommen und färbt dabei die Lösung rosarot. An der Luft sowie bei Erwärmung auf über 40,7 °C geht Bieberit durch Dehydratisierung in das Hexahydrat Moorhouseit über.

## Bildung und Fundorte
Bieberit bildet sich sekundär durch Oxidation aus cobalthaltigen Sulfiden und Arseniden. Als Begleitminerale treten unter anderem Erythrin, Annabergit, Pharmakolith, Cobaltit und Linneit auf.
Als seltene Mineralbildung konnte Bieberit nur an wenigen Orten nachgewiesen werden, wobei weltweit bisher rund 60 Fundorte dokumentiert sind (Stand 2023). Aufgrund seiner Empfindlichkeit gegenüber Wasser ist Bieberit zudem nur selten auf Halden zu finden. Hinzu kommt, dass er dem in Vergesellschaftung auftretenden Erythrin farblich sehr ähnlich sieht. Viele der in Mineral-Sammlungen als „Bieberite“ gekennzeichnete Stufen erwiesen sich daher bei genauerer Analyse als Erythrin.
Neben seiner Typlokalität Bieber in Hessen fand sich das Mineral in Deutschland noch in mehreren Gruben in Nordrhein-Westfalen wie unter anderem der Grube Wilder Mann bei Müsen, im Eisenzecher Zug bei Eiserfeld, der Eisenerzgrube Storch & Schöneberg bei Gosenbach, im Erztagebau Maubacher Bleiberg im Kreis Düren, am Mechernicher Bleiberg und im Tagebau Kalenberg bei Mechernich, den Gruben Heidberg und Wildberg bei Eckenhagen und der Grube Versöhnung bei Altenrath (Troisdorf). Daneben konnte Bieberit noch in der Grube Eupel bei Niederhövels in Rheinland-Pfalz, auf der Abrahamhalde am Schacht 139 bei Lauta und im Grubenrevier Schneeberg in Sachsen sowie im Großtagebau Kamsdorf und am Roten Berg in Thüringen gefunden werden.
In Österreich kennt man das Mineral von einigen Schlackenfundstellen bei Kolm-Saigurn im Gebiet von Alteck und Hoher Sonnblick (Goldberggruppe) sowie aus dem heutigen Schaubergwerk Leogang im Leoganger Ortsteil Schwarzleo in Salzburg und von einer Abraumhalde der Grube Teichen (Langteichengraben) nahe der Gemeinde Kalwang in der Steiermark.
Der bisher einzige bekannte Fundort in der Schweiz ist ein Pegmatit-Ausbiss im Valle del Molino bei Claro TI im Kanton Tessin.
Weitere Fundorte liegen unter anderem in Chile, der Demokratischen Republik Kongo, Frankreich, Griechenland, Italien, Japan, Portugal, Russland, Simbabwe, der Slowakei, Spanien, Tschechien und den Vereinigten Staaten von Amerika.